# Авторське право в СНД
Авторське право в СНД — регулюється Законами про Авторське право і суміжні права держав, що входять до Союзу незалежних держав (СНД).

## Історія
У колишніх союзних республіках СРСР до розвалу СРСР діяли закони про авторське право в СРСР.
31 травня 1991 року було прийнято Постанову Верховної Ради СРСР «Про введення в дію Основ цивільного законодавства Союзу РСР та республік» із розділом «Авторські права». Цей розділ містив положення, у яких термін дії авторського права встановлювався 50 років (ст. 137), що відповідало міжнародній практиці; запроваджувалися суміжні права (ст. 141), що діяли протягом 50 років. 8 грудня 1991 р. був організований союз Незалежних держав.

Карта розташування країн, що входять до СНД

СНД було засновано на території колишнього СРСР главами РРФСР, Білорусі та України шляхом підписання 8 грудня 1991 року у Віскулях (Біловезька пуща) «Угоди про створення Співдружності Незалежних Держав» (відомо у ЗМІ як Біловезька угода). До складу СНД увійшли Російська Федерація, Грузія, Білорусь, Казахстан, Вірменія, Киргизстан, Молдова та Таджикистан, Узбекистан, Туркменістан.
З розпадом СРСР припинила свою дію централізована система ВААП ( Всесоюзне агентство з авторських прав ). Кожна республіка мала знаходити власні кошти зі свого бюджету і сама встановлювати зв'язки з міжнародними організаціями з питань авторського права. Припинилося централізоване видання нормативних документів. Республіки мали розробляти власні закони та інструкції, особливості республіки. Потенційні можливості нових держав, що входять до СНД, не могли бути повністю реалізовані через економічну кризу.
З відсутністю Всесоюзного агентства з авторських прав кожна республіка мала також створювати свій власний національний спеціалізований орган з авторського права.
Враховуючи труднощі колишні союзні республіки, члени СНД, взяли на себе зобов'язання керуватися законами Союзу до прийняття нових законів. Це становище у державах — членах СНД закріплювалося відповідними положеннями їхніх найвищих органів державної влади у 1991 році.
Деякі держави, такі як Таджикистан, не ухвалили вчасно нормативних актів, що стосуються авторських прав і залишилися формально без чинного закону. Цей недогляд на території СНД було усунуто після підписання Угоди про співробітництво в галузі охорони авторського права та суміжних прав главами 10 держав (Вірменії, Білорусі, Казахстану, Киргизстану, Молдови, Російської Федерації, Таджикистану, Туркменії, Узбекистану, України) 24 вересня 1993 року у Москві.
Правову базу для захисту інтересів авторів та їх правонаступників у СНД створено статтями 1 і 2 угоди. У ст. 1 і 2 зазначено: «Держави-учасниці забезпечують на своїх територіях виконання міжнародних зобов’язань, що випливають із участі колишнього Радянського Союзу у Всесвітній конвенції про авторське право (з поправками 1952 р.), виходячи з того факту, що дата набрання чинності згаданої Конвенції для СРСР (27 травня 1973 р.) є датою, починаючи з якої кожна держава-учасниця вважає себе зв’язаною її положеннями...» Держави-учасниці зобов’язалися застосовувати Загальну конвенцію як до творів, створених після 27 травня, 1973 р., а також до творів, які охоронялися законодавством держав-учасниць до цієї дати, на тих самих умовах, які встановлені національним законодавством щодо їх авторів.» Статті 3-6 угоди зобов’язували держави боротися з незаконним використанням об’єктів. авторського права та суміжних прав через свої компетентні організації, сприятимуть розробці конкретних програм і заходів, мають розробити та прийняти власні закони, що забезпечують захист захист авторського права та суміжних прав на рівні, який вимагається Бернською конвенцією про охорону літературних і художніх творів, Женевською конвенцією про охорону виробників фонограм від несанкціонованого відтворення їхніх фонограм, Римською конвенцією про охорону прав Виконавці, виробники фонограм, телерадіоорганізації та вирішують питання уникнення подвійного оподаткування роялті.
Надалі держави члени СНД окремо вступали до членів Всесвітньої Організації Інтелектуальної Власності (ВОІВ), створювали Агенції з авторських та суміжних прав, приймали власні закони про Авторські та суміжні права. Так, у Республіці Узбекистан закон «Про авторське право і суміжні права» перебуває у компетенції Узбецького республіканського агентства з авторських прав.
Закон Російської Федерації «Про авторське право та суміжні права» став основою для розробки національних законодавств у всіх країнах СНД. Тому їхнє законодавство в галузі авторського права та суміжних прав виявилося значною мірою уніфікованим. Ухвалені Республіками Закони також повністю відповідають вимогам Бернської Конвенції про охорону літературних та художніх творів.
Робота над законами про авторські права триває й нині. Доробки стосуються авторських прав в інтернеті, використання цифрової інформації на комп'ютерах, співвідношення описів авторських прав у різних законах з метою унеможливлення дублювання. Так в Республіці Білорусь закони, що стосуються авторських прав, зазначені в законах «Про ратифікацію Договору Всесвітньої організації інтелектуальної власності з авторського права», «Про ратифікацію Договору Всесвітньої організації інтелектуальної власності щодо виконання та фонограм» від 10 червня 1998 року, «Про приєднання Республіки Білорусь Бернської конвенції про охорону літературних та художніх творів», «Закон Республіки Білорусь „Про авторське право та суміжні права“, в указах Президента Республіки Білорусь „Про приєднання до Договору ВОІВ з авторського права“, „Про приєднання до Договору ВОІВ щодо виконань та фонограм“ від 17 листопада 1997 року» та ін.
Відповідно до Угоди про співробітництво у сфері авторського права 1993 р., Алма-Атинскими рекомендаціями 1995 року  країни СНД уклали двосторонні угоди з Агентствами країн СНД, що включають розділи про взаємну охорону прав авторів, про взаємну правову допомогу та ін. Організації, у веденні яких знаходиться захист авторських прав, взяли на себе зобов'язання про взаємну передачу один одному наявних у них прав, забезпечення відповідно до чинного законодавства на територіях діяльності з охорони прав авторів іншої сторони у сфері управління майновими правами авторів на колективній основі.
Сторони також зобов'язалися надавати одна одній взаємну правову та інформаційну допомогу шляхом нових нормативних актів про авторські та суміжні права та практику їх застосування в їхніх країнах, запрошувати фахівців для участі в семінарах, конференціях з авторсько-правових питань.

## Захист авторських прав
Відповідальність за злочини у сфері авторських та суміжних прав у країнах СНД описується в їх Кримінальних законодавствах. Норми відповідальності за посягання на авторські та суміжні права залежать від рівня заподіяної шкоди та без урахування рівня шкоди, наявності наміру на діяння, кратності злочину, прийнятого в країні закону. Так, у Республіці Узбекистан порушення авторських прав карається штрафом від двадцяти п'яти до сімдесяти п'яти мінімальних розмірів заробітної плати або позбавленням певного права до п'яти років, або виправними роботами до трьох років, або арештом до шести місяців без урахування встановлення кількісної шкоди.
У кримінальних кодексах країн СНД немає єдиних норм покарань різні діяння. Наприклад, у Кримінальних кодексах Азербайджану, України та Росії встановлено норму, яка передбачає покарання лише порушення авторських і суміжних прав. В Узбекистані не переслідуються у кримінальному порядку винні за порушення суміжних прав. У кримінальних кодексах Таджикистану, Узбекистану, України немає кримінальної відповідальності за неодноразове порушення авторських та суміжних прав. У кримінальних кодексах Грузії, Узбекистану, України не передбачено обставин, що обтяжують кримінальну відповідальність, таких як вчинення діянь, які посягають на інтелектуальну власність групою осіб за попередньою змовою. У кримінальних кодексах Білорусі, Грузії, Таджикистану, Туркменістану, Узбекистану, України не передбачено підвищеної кримінальної відповідальності за скоєння діянь організованими злочинними угрупованнями. Згідно з КК Білорусі кримінальна відповідальність за порушення права на інтелектуальну власність настає лише після накладення адміністративного стягнення за таке ж передбачене порушення.